# Dimmu Borgir

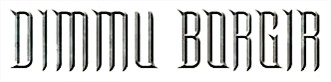
Logotyp zespołu

Dimmu Borgir (IPA [dɪmuːˈbɔːrɡɪr]) – norweska grupa muzyczna wykonująca black metal, powstała w 1993 roku w Oslo. Do 2018 roku grupa wydała dziesięć albumów studyjnych oraz szereg kompilacji i minialbumów, które zostały pozytywnie ocenione zarówno przez fanów, jak i krytyków muzycznych. Zespół stanowią Stian „Shagrath” Thoresen, Sven „Silenoz” Atle Kopperud i Thomas Rune „Galder” Andersen Orre. Zespół dał szereg koncertów na całym świecie i uczestniczył w licznych festiwalach m.in. takich jak: Wacken Open Air, Gods of Metal i Ozzfest. Został wielokrotnie nagrodzony i wyróżniony w plebiscytach muzyki heavymetalowej oraz określony m.in. jako „najpopularniejsza grupa black metalowa na świecie”.
W twórczości zespół nawiązał do takich zagadnień jak mizantropia, satanizm i antychrześcijaństwo. Muzyka Dimmu Borgir to melodyjny black metal z wiodącymi partiami instrumentów klawiszowych. Od momentu wydania albumu Puritanical Euphoric Misanthropia w 2001 roku, zespołowi podczas nagrań towarzyszy orkiestra symfoniczna. Z tego powodu został również zaliczony do nurtu symfonicznego black metalu. Podczas koncertów Dimmu Borgir prezentuje charakterystyczny rodzaj ekspresji, obejmujący corpse paint oraz stosuje rozwiązania scenograficzne z użyciem efektów pirotechnicznych.

## Historia

### 1993–1999

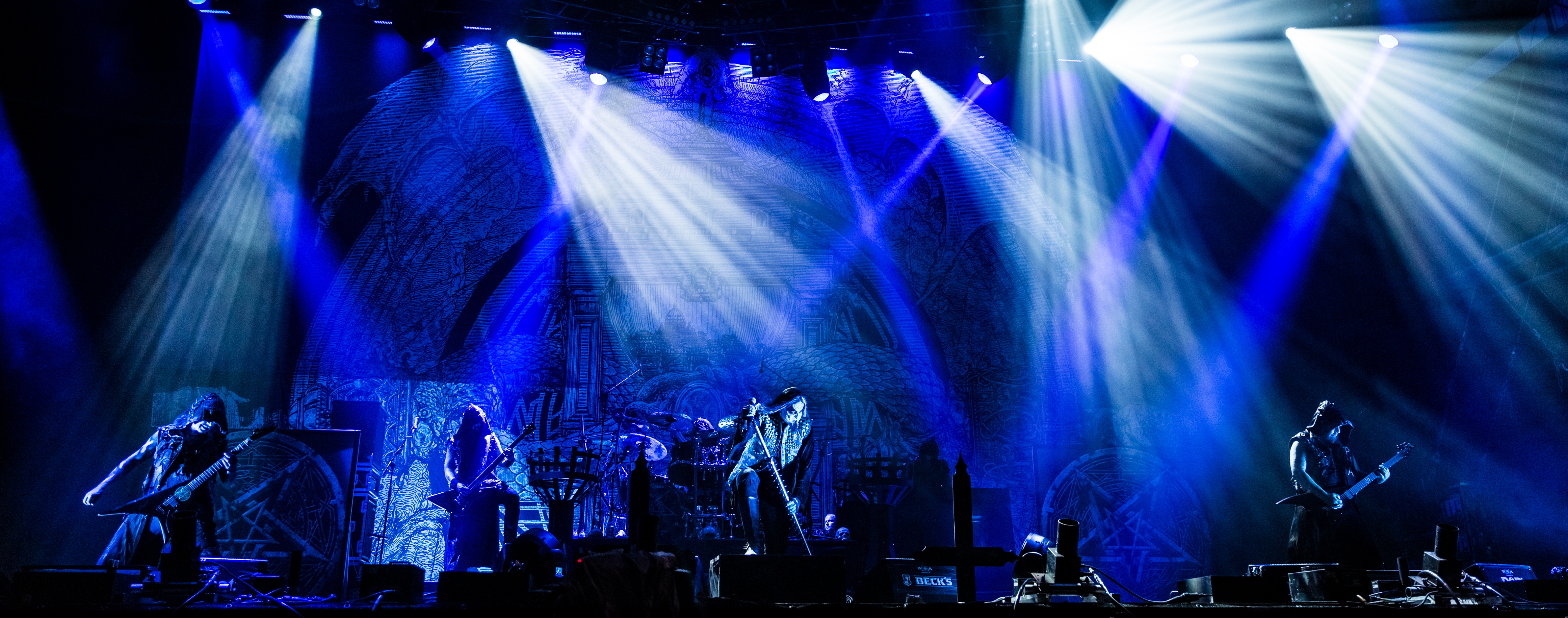
Dimmu Borgir – Wacken Open Air 2018

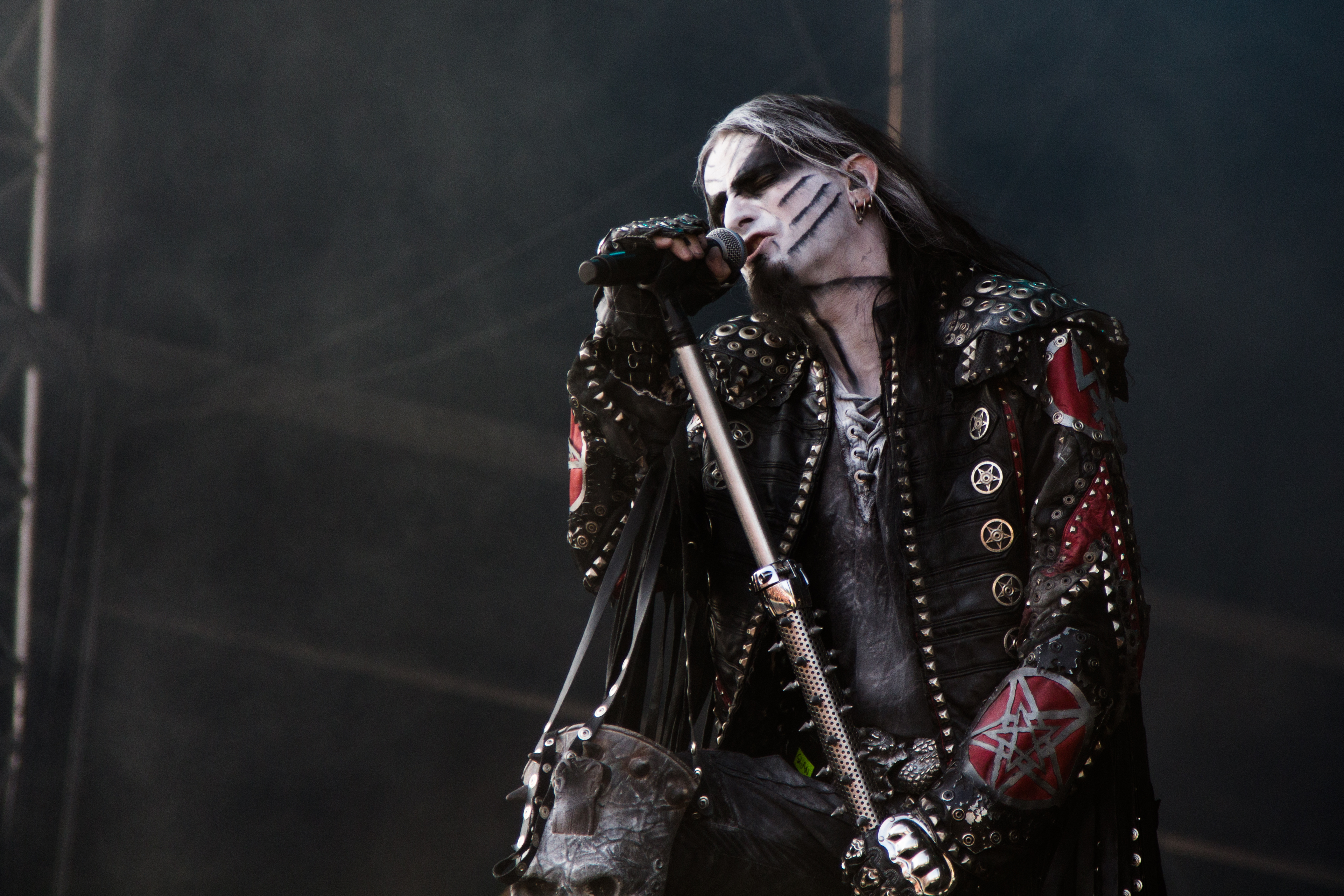
Stian „Shagrath” Thoresen podczas koncertu na festiwalu See-Rock w 2014 roku

Zespół powstał w 1993 roku z inicjatywy multiinstrumentalisty Stiana „Shagratha” Thoresena, gitarzysty Svena „Silenoza” Atle Kopperuda, basisty Brynjarda Tristana, perkusisty Kennetha „Tjodalva” Åkessona oraz klawiszowca Stiana „Nagasha” Aarstada. Nazwa grupy została zaczerpnięta od wulkanicznego wzgórza Dimmuborgir w Islandii. Rok później nakładem Necromantic Gallery Productions ukazał się debiutancki minialbum zatytułowany Inn I Evighetens Mørke, wydany w limitowanym do 1000 egzemplarzy nakładzie. Niedługo później zespół podpisał kontrakt z wytwórnią No Colours, dzięki której pojawił się na rynku debiutancki album pt. For All Tid.
Dwa lata później ukazał się drugi album pt. Stormblåst. Przed jego nagraniem Shagrath objął funkcję gitarzysty w zespole, zaś za perkusją zasiadł Tjodalv. W tym samym roku został zarejestrowany minialbum pt. Devil’s Path. Wkrótce potem dotychczasowy basista został usunięty z zespołu, a jego miejsce zajął Nagash. Nieobecność Aarstada, spowodowana służbą wojskową, skłoniła Shagratha do osobistego nagrania partii instrumentów klawiszowych na minialbumie.
W 1997 roku zespół podpisał kontrakt z niemiecką wytwórnią Nuclear Blast. W maju tego samego roku ukazał się album pt. Enthrone Darkness Triumphant. Gościnnie w utworze pt. „The Night Masquerade” zaśpiewała Bente Engen. Następnie, latem tego samego roku na kasecie VHS ukazał się split Dimmu Borgir z zespołem Dissection zatytułowany Live & Plugged vol.2. W międzyczasie z zespołu odszedł Stian Aarstad. Latem 1998 roku ukazał się kolejny minialbum pt. Godless Savage Garden, który zawierał dwa nowe utwory, dwa nagrania z For All Tid w nowym wykonaniu, aranżację utworu grupy Accept oraz trzy utwory koncertowe. Shagrath, oprócz partii wokalnych, zagrał także na instrumentach klawiszowych, a do zespołu dołączył drugi, pochodzący z Australii, gitarzysta Jamie „Astennu” Stinson. Tego samego roku minialbum został nominowany do nagrody norweskiego przemysłu fonograficznego Spellemannprisen.

### 1999–2003

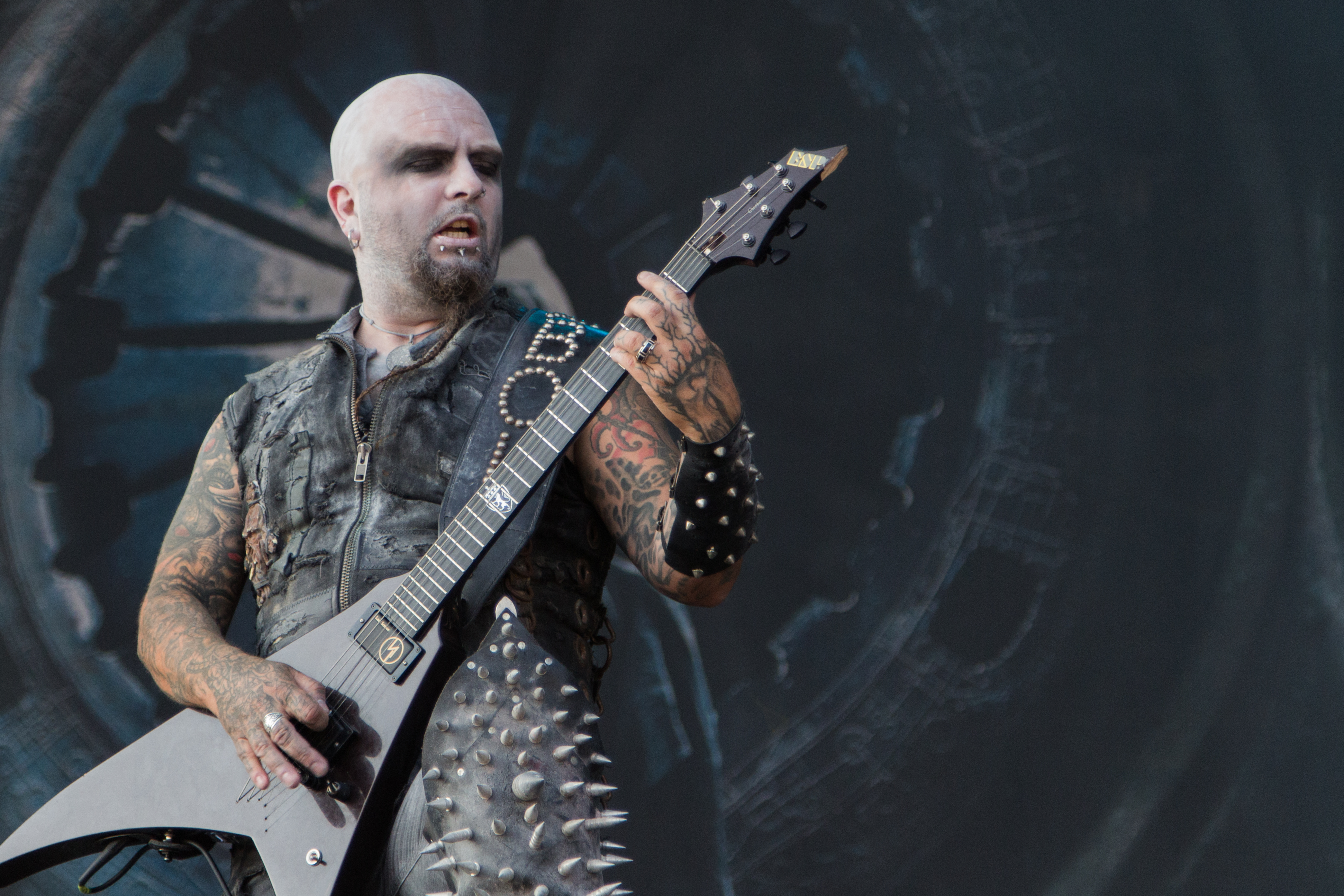
Sven „Silenoz” Atle Kopperud podczas koncertu na festiwalu See-Rock w 2014 roku

W 1999 roku wydana została czwarta płyta studyjna pt. Spiritual Black Dimensions, na której muzyka została jeszcze bardziej zdominowana przez instrumenty klawiszowe. Nowością był także czysty śpiew w wykonaniu Simena „ICS Vortexa” Hestnæsa, znanego z występów w grupach Borknagar. Do zespołu dołączył nowy klawiszowiec Øyvind Johan „Mustis” Mustaparta. Po wydaniu albumu zespół wystąpił na wielu dużych festiwalach muzycznych, m.in. na Dynamo Festival. W 1999 płyta została nominowana do nagrody Spellemannprisen. Natomiast pod koniec roku do sprzedaży trafił split Dimmu Borgir i Old Man’s Child pt. Sons of Satan Gather for the Attack. W 2001 grupa wydała przełomowy i najwyżej dotychczas oceniony album – Puritanical Euphoric Misanthropia. W dużej mierze instrumenty klawiszowe zastąpiły na nim dźwięki szwedzkiej orkiestry symfonicznej z Göteborga. Wyróżniony nagrodą Spellemannprisen album został zarejestrowany i zmiksowany w Studio Fredman. W samym zespole zaszły istotne zmiany personalne – odeszli Astennu, Nagash oraz Tjodalv. Oświadczenie zespołu w sprawie odejścia Astennu: „Chcemy oznajmić, że Astennu został wydalony z zespołu i nie będzie więcej częścią Dimmu Borgir. Zdecydowaliśmy się go pożegnać ponieważ przez ostatnie 7 czy 8 miesięcy nie robił nic, stracił całą swoją pasję, poświęcenie i entuzjazm. Dla nas wszystkich Dimmu Borgir jest całym życiem, a nie jakąś pierdoloną nudną pracą biurową! Dlatego pożegnaliśmy Astennu i z dumą witamy w naszych szeregach jego następcę Archona, który nagra z nami nowy album”.
W ich miejsce pojawili się: perkusista Nicholas Barker (poprzednio w Cradle of Filth), basista i wokalista ICS Vortex (dotychczas występował w zespole jako muzyk sesyjny) oraz gitarzysta Thomas Rune „Galder” Andersen Orre – lider grupy Old Man’s Child w miejsce zaanonsowanego poprzednio Larsa „Archona” Haidera. Shagrath o albumie Puritanical Euphoric Misanthropia: „Myślę, że po raz pierwszy w naszej karierze dopracowaliśmy wszystkie szczegóły. Mamy brzmienie takie jakie chcieliśmy uzyskać, wykorzystaliśmy tyle efektów na ile mieliśmy ochotę i przede wszystkim spędziliśmy w studiu tyle czasu, ile wymagało nagranie tego albumu. Po raz pierwszy też pracowałem z tak znakomitymi muzykami, po raz pierwszy w historii Dimmu Borgir nagrywałem płytę z perkusistą, który potrafi grać, który nie musi podpierać się efektami elektronicznymi. Dlatego też ten album jest tak szybki, tak agresywny i brutalny. Myślę, że wszyscy padną na kolana przed 'Puritanical Euphoric Misanthropia'”. W 2002 roku ukazało się pierwsze DVD grupy pt. World Misantrophy, które zawierało koncert nagrany podczas festiwalu Wacken Open Air. W studiu nagraniowym grupie pomagali Fredrik Nordström i Peter Tägtgren.

### 2003–2007

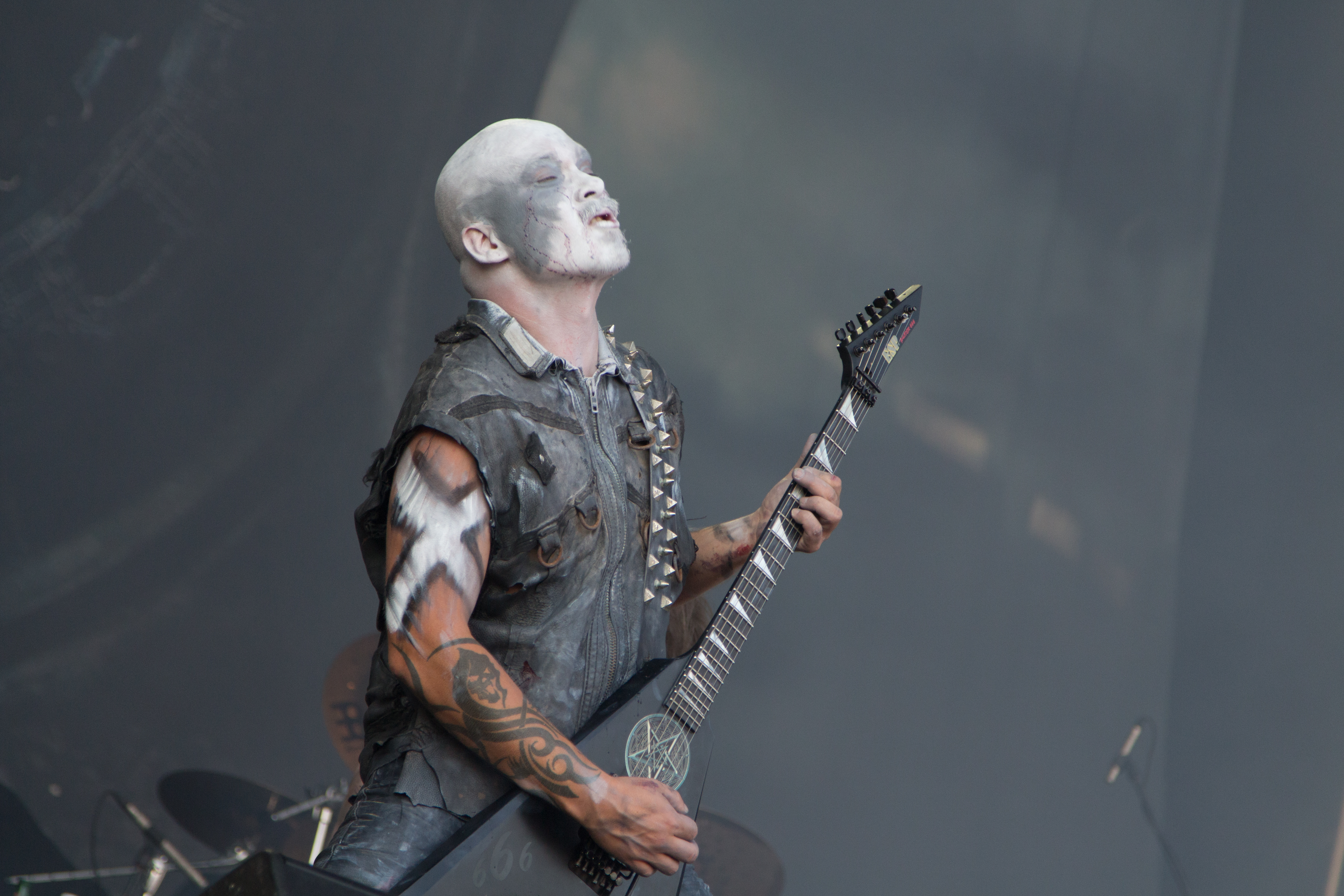
Thomas Rune „Galder” Andersen Orre podczas koncertu na festiwalu See-Rock w 2014 roku

We wrześniu 2003 roku został wydany album pt. Death Cult Armageddon, który zawierał rozbudowane partie symfoniczne w wykonaniu praskiej Orkiestry Symfonicznej. Album spotkał się z entuzjastycznym przyjęciem wśród krytyków muzycznych. Materiał trafił na liczne listy przebojów m.in. we Francji, Austrii i Niemczech, a także Norwegii gdzie dotarł do 2. miejsca zestawienia VG-lista. Według danych z 2006 roku w samych Stanach Zjednoczonych album rozszedł się w nakładzie 100 000 sztuk. W 2004 roku grupa wzięła udział w objazdowym festiwalu Ozzfest w Stanach Zjednoczonych, podczas którego na perkusji zagrał Tony Laureano. 19 maja tego samego roku grupa wystąpiła w warszawskim klubie Proxima. Koncert Dimmu Borgir poprzedziły występy grupy Susperia i Destruction.
Tego samego roku zespół otrzymał nominację do nagrody Metal Hammer Golden Gods. Niedługo po premierze Nicholas Barker opuścił zespół, a jego miejsce zajął Reno Killerich. Po krótkim czasie członkowie zespołu podjęli decyzję o zakończeniu z nim współpracy. Doraźnie w roli perkusisty występował Tony Laureano, którego miejsce zajął z kolei później Jan Axel Blomberg, znany jako Hellhammer.
W 2005 roku Shagrath i Silenoz postanowili dokonać powtórnego nagrania drugiej płyty zespołu, która nosiła tytuł Stormblåst. Album został ponownie nagrany w szwedzkim studiu Abyss, we współpracy z producentem muzycznym Peterem Tägtgrenem, liderem grup Hypocrisy i Pain. W przedsięwzięciu tym wzięli udział również Mustis i Hellhammer, podczas gdy pozostali członkowie zespołu byli zajęci własnymi projektami. Nowym materiałem na albumie był utwór Avmaktslave i przearanżowana wersja Sorgens Kammer, zatytułowana Sorgens Kammer Del II. Shagrath o reedycji albumu Stormblåst: „Po pierwsze, nigdy nie byliśmy zadowoleni z brzmienia wersji pierwotnej, była bardzo kiepsko wyprodukowana. Po drugie, dystrybucja i promocja, jaką zapewniało jej Cacophonous Records, była tragiczna. Wielu naszych nowych fanów nie było w stanie znaleźć tej płyty w sklepach. Po dodaniu do siebie obu tych faktów decyzja o ponownym nagraniu albumu wydała się najrozsądniejsza. Zresztą myśleliśmy o tym od kilku lat, trzeba było jedynie poczekać, aż kontrakt z dawnym wydawcą wygaśnie”.

### 2007–2010

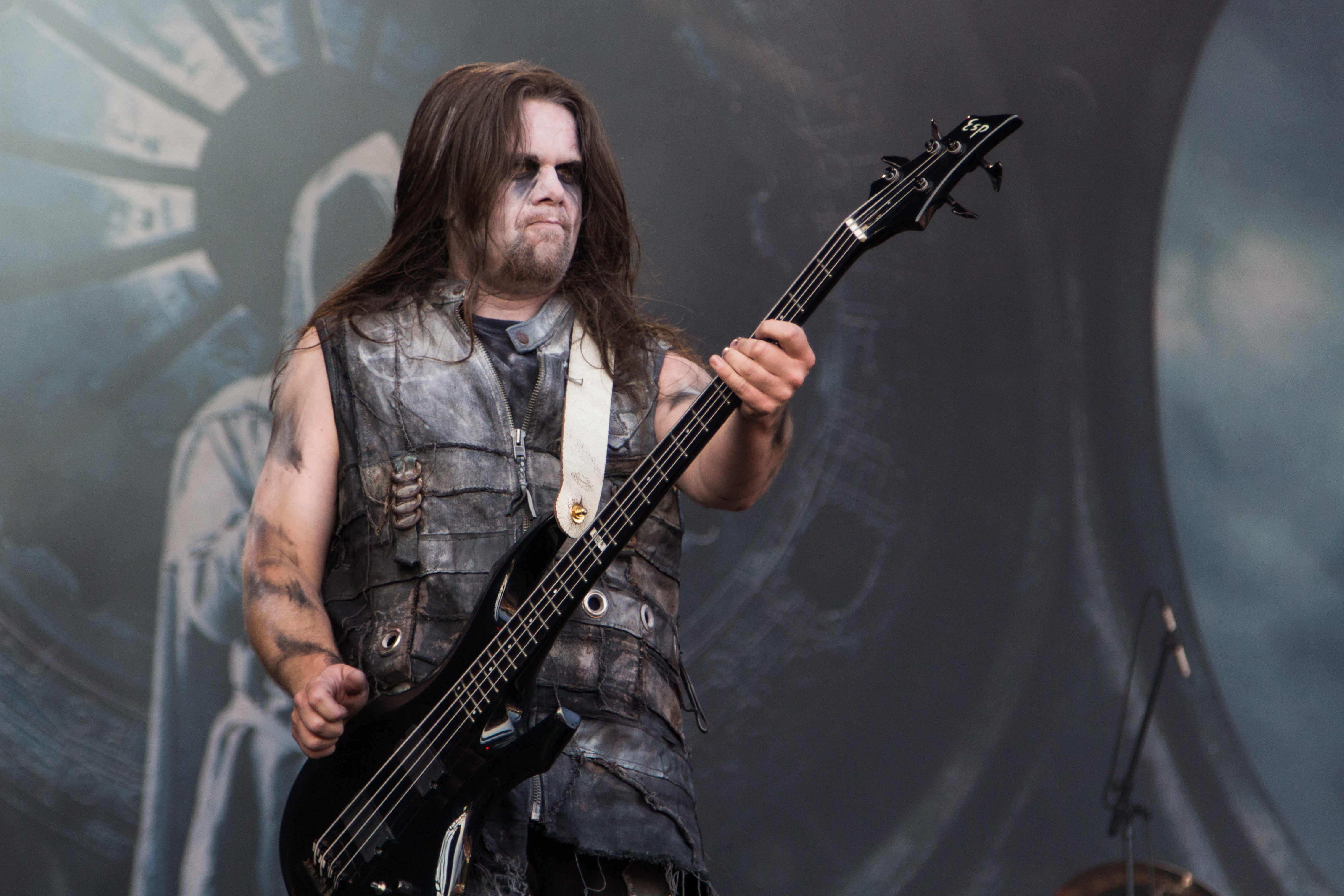
Terje „Cyrus” Andersen podczas koncertu na festiwalu See-Rock w 2014 roku

Kolejny album, In Sorte Diaboli, ukazał się 27 kwietnia 2007 roku i stał się najbardziej dochodowym albumem w historii grupy – w USA w ciągu tygodnia od oficjalnej premiery zostało sprzedanych ponad 14 000 egzemplarzy. Z podobnie ciepłym przyjęciem spotkał się w Europie. Materiał na płytę został zarejestrowany w szwedzkim Fredman Studio we współpracy z Fredrikiem Nordströmem. Album był promowany w trakcie trasy koncertowej Blackest Of The Black w Stanach Zjednoczonych. Podczas trasy wystąpiły ponadto grupy Danzig i Moonspell. 20 września, w ramach trasy koncertowej The Invaluable Darkness Tour 2007, zespół wystąpił w warszawskim klubie Progresja. Koncert grupy poprzedziły występy Amon Amarth i Engel. Pod koniec roku płyta In Sorte Diaboli uzyskała status złotej płyty w Norwegii, sprzedając się w nakładzie 15 tys. egzemplarzy.
W 2008 roku ukazało się drugie wydawnictwo DVD pt. The Invaluable Darkness. Wkrótce po premierze album sprzedał się w nakładzie 2500 egzemplarzy i tym samym zajął pierwsze miejsce na liście Music DVD Chart w Norwegii. Na albumie znalazły się m.in. koncert z Oslo nagrany w 2007 roku oraz występ na festiwalu Wacken Open Air. W Stanach Zjednoczonych DVD sprzedało się w nakładzie 1400 egzemplarzy w pierwszym tygodniu od premiery i zadebiutowało tam na piątym miejscu Top Music Video Charts. Tego samego roku do zespołu dołączył, znany z deathmetalowej grupy Vader, perkusista Dariusz „Daray” Brzozowski.
W 2009 roku producent gitar ESP przygotował sygnowane przez Galdera i Silenoza gitary LTD Okkultist i LTD Shadow. Tego samego roku ukazał się komiks pt. Dimmu Borgir: Dark Fortress, inspirowany tekstami grupy, którego autorami są Brian Ferrara (pisarz) i Narek Gevorgian (artysta). We wrześniu tego samego roku z zespołu odeszli Mustis i Vortex. 24 września 2010 roku ukazał się dziewiąty album formacji zatytułowany Abrahadabra. Partie instrumentów klawiszowych na płycie zrealizował wokalista i instrumentalista Stian „Shagrath” Thoresen. Ponadto grupa do nagrań zaangażowała norweską orkiestrę Kringkastingsorkestret oraz chór Schola Cantorum. Orkiestracje zaaranżował kompozytor Gaute Storaas. Okładkę i oprawę graficzną Abrahadabra zaprojektował i wykonał Joachim Luetke, który współpracował z grupą przy poprzednich albumach. Ponadto, w pracach nad płytą uczestniczył wokalista i basista Snowy Shaw, znany m.in. z występów w zespole Therion. Muzyk, początkowo zaanonsowany jako nowy członek zespołu został usunięty ze składu jeszcze w 2010 roku. Na potrzeby koncertów grupa zaangażowała Terje „Cyrusa Andersena.

### Po 2010
W maju 2011 roku grupa dała koncert w hali Oslo Spektrum w Norwegii. Podczas występu zespołowi towarzyszyła orkiestra Kringkastingsorkestret i chór Schola Cantorum. Fragmenty koncertu oraz kulisy produkcji koncertu zostały wyemitowane na antenie norweskiej publicznej stacji telewizyjnej NRK. Zaplanowane przez zespół wydawnictwo DVD pt. Forces Of The Northern Night z tymże występem ostatecznie trafiło do sprzedaży ze względów prawnych dopiero 14 kwietnia 2017 roku. Według gitarzysty zespołu Silenoza: „Płyta powinna wyjść w tym samym roku, w którym została nagrana, jednak wydawnictwo zostało wstrzymane. Ale brzmi to naprawdę dobrze. Zmiksowaliśmy i zremasterowaliśmy nagranie. Pozostaje nam tylko siedzieć i czekać. (...) Wiele elementów musiało ułożyć się w całość i to naprawdę nie zależało od nas. Kiedy w końcu wydamy ten krążek, będziemy mogli zająć się nowym materiałem i zacząć promować go na koncertach, więc mam nadzieję, że uda nam się rozwiązać ten problem jak najszybciej”. Rok później zespół wystąpił m.in. na festiwalu Wacken Open Air, ponownie z udziałem orkiestry i chóru. Również ten koncert został sfilmowany, a następnie wyemitowany przez niemiecką stację telewizyjną ZDFkultur.

## Instrumentarium
Silenoz gra na gitarach ESP, używa następujących modeli: Custom, The Apocalyptic Warfare Axe model F7 oraz LTD Okkultist. Ponadto stosuje wzmacniacze Engl Powerball oraz przystawki Seymour Duncan Live Wire Metal Humbucker. Sześciostrunową gitarę stroi do standardu D (D G C F A D), natomiast siedmiostrunową do standardu A (A D G C F A D). Gitarzysta prowadzący, Galder, również gra na gitarach ESP, używa modeli: LTD Shadow i F Series Costum Guitars. Ponadto używa wzmacniaczy Marshall i Randall, efektów Digitech, strun D’Addario oraz przystawek EMG 81 i 85.
Były basista, ICS Vortex, grał w zespole na gitarach amerykańskiego producenta B.C. Rich. Muzyk używa sygnowanego swoim pseudonimem modelu Warlock, w wersji cztero- i pięciostrunowej. Natomiast perkusista, Daray, gra na bębnach Pearl, model Masters Premium Maple i talerzach perkusyjnych Meinl. Używa ponadto osprzętu Axis Percussions i pałeczek perkusyjnych OSCA.

## Muzycy
| Obecny skład zespołu - Stian „Shagrath” Thoresen – śpiew, gitara, instrumenty klawiszowe, perkusja (od 1993) - Sven „Silenoz” Atle Kopperud – gitara, śpiew (od 1993) - Dariusz „Daray” Brzozowski – perkusja (od 2008) - Geir „Gerlioz” Bratland – instrumenty klawiszowe (od 2010) Byli członkowie zespołu - Thomas Rune „Galder” Andersen Orre – gitara (od 2001–2024) - Lars „Archon” Haider – gitara (2000) - Jamie „Astennu” Stinson – gitara (1997–1999) - Brynjard Tristan – gitara basowa (1994–1996) - Jens Petter Sandvik – gitara (1996–1997) - Stian „Nagash” Arnesen – gitara basowa (1996–1999) - Nicholas Barker – perkusja (1999–2004) - Stian Aarstad – instrumenty klawiszowe (1993–1997) - Kenneth „Tjodalv” Åkesson – perkusja (1993–1999) - Jan Axel „Hellhammer” Blomberg – perkusja (2005–2007) - Simen „ICS Vortex” Hestnæs – gitara basowa, śpiew (2000–2009) - Øyvind Johan „Mustis” Mustaparta – instrumenty klawiszowe (1998–2009) | Obecni muzycy koncertowi - Victor Brandt – gitara basowa (od 2018) Byli muzycy sesyjni i koncertowi - Carl-Michael „Aggressor” Eide – perkusja (1997) - Kimberly Goss – instrumenty klawiszowe (1997) - Bjørn „Lord Aldrahn” Dencker – śpiew (1994) - Reno Kiilerich – perkusja (2004) - Yusuf „Vicotnik” Parvez – śpiew (1994) - Tony „Secthdamon” Ingebrigtsen – gitara basowa (2007) - Tony Laureano – perkusja (2004–2005, 2007–2008) - Snowy Shaw – gitara basowa, śpiew (2010) - Terje „Cyrus” Andersen – gitara basowa (od 2010-2018), gitara (2008) |

## Dyskografia
Albumy studyjne
|  |  |  |
|  |  |  |

| For All Tid                             | - Data: 1 grudnia 1994 - Wydawca: No Colours       | –  | –  | –  | –   | –  | –   | –  | –   |                    |
| Stormblåst                              | - Data: 25 stycznia 1996 - Wydawca: Cacophonous    | –  | –  | –  | –   | –  | –   | –  | –   |                    |
| Enthrone Darkness Triumphant            | - Data: 30 maja 1997 - Wydawca: Nuclear Blast      | –  | –  | 26 | –   | 75 | –   | –  | –   |                    |
| Spiritual Black Dimensions              | - Data: 2 marca 1999 - Wydawca: Nuclear Blast      | 18 | 31 | 14 | –   | 25 | 98  | 44 | –   |                    |
| Puritanical Euphoric Misanthropia       | - Data: 20 marca 2001 - Wydawca: Nuclear Blast     | 16 | 23 | 11 | 66  | 16 | 71  | 28 | –   |                    |
| Death Cult Armageddon                   | - Data: 8 września 2003 - Wydawca: Nuclear Blast   | 2  | 14 | 9  | 35  | 12 | 42  | 28 | 170 |                    |
| Stormblåst MMV                          | - Data: 11 listopada 2005 - Wydawca: Nuclear Blast | 24 | –  | –  | 183 | 87 | –   | –  | –   |                    |
| In Sorte Diaboli                        | - Data: 24 kwietnia 2007 - Wydawca: Nuclear Blast  | 1  | 11 | 6  | 34  | 7  | 37  | 10 | 43  | - NOR: złota płyta |
| Abrahadabra                             | - Data: 24 września 2010 - Wydawca: Nuclear Blast  | 2  | 20 | 48 | 43  | 15 | 100 | 17 | 42  |                    |
| Eonian                                  | - Data: 4 maja 2018 - Wydawca: Nuclear Blast       | 2  | 10 | 4  | –   | 4  | 64  | 32 | 142 |                    |
| „–” oznacza, że album nie był notowany. |                                                    |    |    |    |     |    |     |    |     |                    |

Albumy wideo
| Live & Plugged vol.2 (split z Dissection)                                           | - Data: 1 sierpnia 1997 - Wydawca: Nuclear Blast     | – | –  | –  | – |
| World Misanthropy                                                                   | - Data: 28 maja 2002 - Wydawca: Nuclear Blast        | 2 | –  | –  | – |
| The Invaluable Darkness                                                             | - Data: 6 października 2008 - Wydawca: Nuclear Blast | – | 28 | 69 | 1 |
| Forces of the Northern Night (Dimmu Borgir & The Norwegian Radio Orchestra & Choir) | - Data: 14 kwietnia 2017 - Wydawca: Nuclear Blast    | – | –  | –  | – |
| „–” oznacza, że album nie był notowany.                                             |                                                      |   |    |    |   |

Kompilacje
| Tytuł                 | Dane dot. albumu                               | Pozycja na liście | Pozycja na liście | Pozycja na liście | Pozycja na liście |
| Tytuł                 | Dane dot. albumu                               | GER               | FIN               | AUT               | NLD               |
| --------------------- | ---------------------------------------------- | ----------------- | ----------------- | ----------------- | ----------------- |
| Godless Savage Garden | - Data: 13 lipca 1998 - Wydawca: Nuclear Blast | 56                | 25                | 47                | 98                |

Splity
| Tytuł                                                                | Dane dot. albumu                                      |
| -------------------------------------------------------------------- | ----------------------------------------------------- |
| Sons of Satan Gather for the Attack (Split z Old Man’s Child)        | - Data: 7 grudnia 1999 - Wydawca: Hammerheart Records |
| True Kings of Norway (Split z Ancient, Arcturus, Immortal i Emperor) | - Data: 12 czerwca 2000 - Wydawca: Spikefarm Records  |

Minialbumy
| Tytuł                  | Dane dot. albumu                                       |
| ---------------------- | ------------------------------------------------------ |
| Inn I Evighetens Mørke | - Data: 17 grudnia 1994 - Wydawca: Necromantic Gallery |
| Devil’s Path           | - Data: 19 czerwca 1996 - Wydawca: Hot Records         |
| World Misanthropy      | - Data: 3 czerwca 2002 - Wydawca: Nuclear Blast        |

Albumy koncertowe
| Tytuł            | Dane dot. albumu                                |
| ---------------- | ----------------------------------------------- |
| Alive in Torment | - Data: 26 lutego 2002 - Wydawca: Nuclear Blast |

## Teledyski
| Tytuł                               | Rok  | Reżyseria        | Album                             | Źródło |
| ----------------------------------- | ---- | ---------------- | --------------------------------- | ------ |
| „Alt Lys er Svunnet Hen”            | 1995 | Dimmu Borgir     | Stormblåst                        | [ 69 ] |
| „Spellbound (By the Devil)”         | 1997 | Dimmu Borgir     | Enthrone Darkness Triumphant      | [ 69 ] |
| „Arcane Lifeforce Misteria”         | 1998 | Dimmu Borgir     | Spiritual Black Dimensions        | [ 69 ] |
| „Puritania”                         | 2001 | Dimmu Borgir     | Puritanical Euphoric Misanthropia | [ 69 ] |
| „Progenies of the Great Apocalypse” | 2003 | Patric Ullaeus   | Death Cult Armageddon             | [ 70 ] |
| „Vredesbyrd”                        | 2004 | Patric Ullaeus   | Death Cult Armageddon             | [ 71 ] |
| „Sorgens Kammer Del II”             | 2005 | Patric Ullaeus   | Stormblåst MMV                    | [ 72 ] |
| „The Serpentine Offering”           | 2007 | Patric Ullaeus   | In Sorte Diaboli                  | [ 73 ] |
| „The Sacrilegious Scorn”            | 2007 | Joachim Luetke   | In Sorte Diaboli                  | [ 74 ] |
| „The Chosen Legacy”                 | 2008 | Tod Junker       | In Sorte Diaboli                  | [ 75 ] |
| „Gateways”                          | 2010 | Sandra Marschner | Abrahadabra                       | [ 76 ] |
| „Dimmu Borgir”                      | 2011 | Sandra Marschner | Abrahadabra                       | [ 77 ] |

## Nagrody i wyróżnienia
| Rok  | Kategoria               | Tytułem                           | Nagroda                         | Nota      | Źródło |
| ---- | ----------------------- | --------------------------------- | ------------------------------- | --------- | ------ |
| 1998 | Hard rock               | Godless Savage Garden             | Spellemannprisen                | Nominacja | [ 10 ] |
| 1999 | Hard rock               | Spiritual Black Dimensions        | Spellemannprisen                | Nominacja | [ 10 ] |
| 2000 | Metal                   | Puritanical Euphoric Misanthropia | Alarmprisen                     | Nagroda   | [ 78 ] |
| 2001 | Metal                   | Puritanical Euphoric Misanthropia | Spellemannprisen                | Nagroda   | [ 10 ] |
| 2004 | Best International Band | Dimmu Borgir                      | Metal Hammer Golden Gods Awards | Nominacja | [ 79 ] |
| 2007 | Best International Band | Dimmu Borgir                      | Metal Hammer Golden Gods Awards | Nominacja | [ 80 ] |
| 2007 | Metal                   | In Sorte Diaboli                  | Alarmprisen                     | Nagroda   | [ 81 ] |
| 2007 | Metal                   | In Sorte Diaboli                  | Spellemannprisen                | Nominacja | [ 10 ] |
| 2007 | Årets Musikkvideo       | „The Serpentine Offering”         | Spellemannprisen                | Nagroda   | [ 10 ] |
| 2008 | Best Video              | „The Serpentine Offering”         | Metal Hammer Golden Gods Awards | Nagroda   | [ 82 ] |
| 2009 | Best International Band | Dimmu Borgir                      | Metal Hammer Golden Gods Awards | Nominacja | [ 83 ] |